# Lider klasyfikacji górskiej

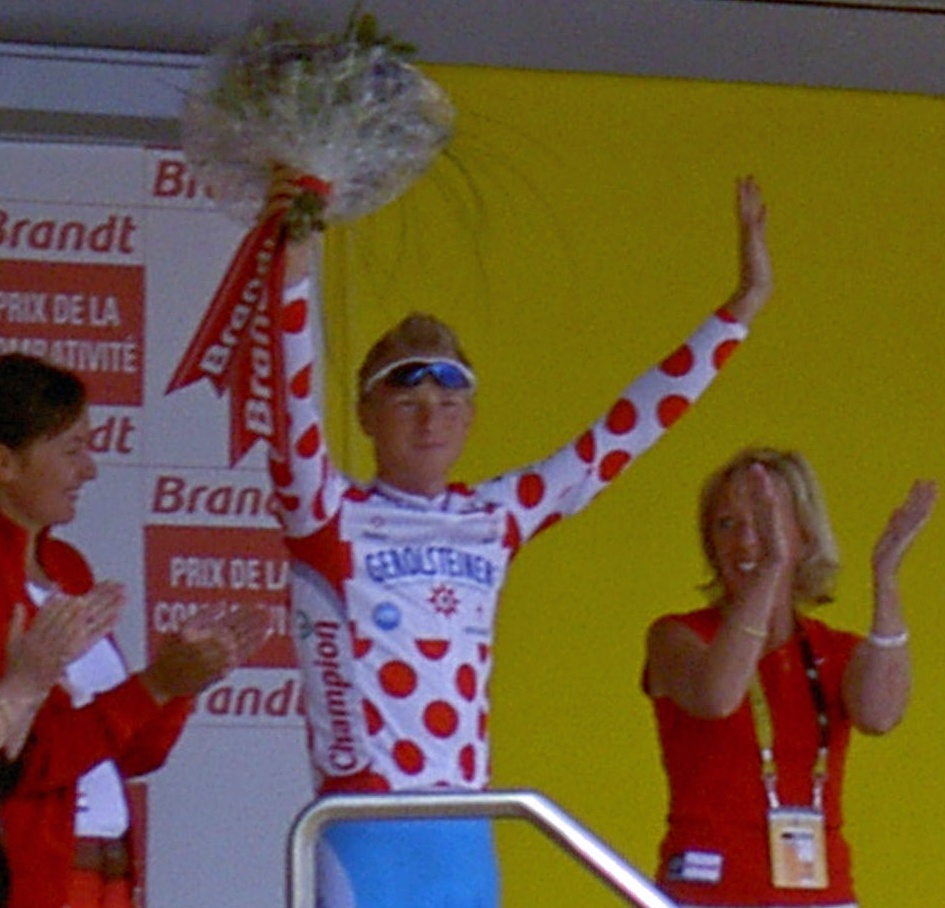
Kolarz w koszulce lidera klasyfikacji górskiej TdF. Tutaj: Fabian Wegmann w 2005 r.

Lider klasyfikacji górskiej ("najlepszy góral", "Król gór") to tytuł nadawany zawodnikowi ścigającemu się w kolarskim wyścigu etapowym, który zdobył najwięcej punktów na tzw. górskich premiach. Określenie to jest też czasem stosowane w wyścigach jednoetapowych, jednak bardziej adekwatne i częściej używane jest w odniesieniu do dużych tourów, gdzie klasyfikacja jest podliczana z etapu na etap.
Na Tour de France, na szczycie każdego znaczącego podjazdu, punkty są przydzielane zawodnikom, którzy pierwsi przekroczą szczyt. Górskie premie (bo tak nazywa się podjazd na wyścigu kolarskim) są skategoryzowane od 1 (najcięższa) do 4 (najlżejsza), określone na podstawie długości i stromizny podjazdu. Piątą kategorią jest tzw. Hors categorie (poza kategorią), stosowana do podjazdów najcięższych, jeszcze trudniejszych niż te 1. kategorii. Podobne oznaczenia stosuje się w innych wielkich tourach (Giro d’Italia i Vuelta a España).

## Koszulki

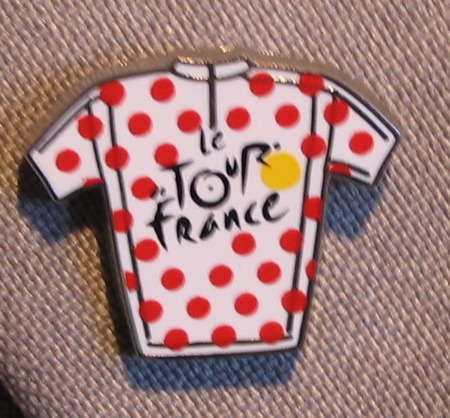
Pin, gadżet z Tour de France przedstawiający "polka dot jersey"

W Tour de France, lider klasyfikacji górskiej nosi białą koszulkę w czerwone grochy (francuskie: maillot à pois rouge). Mimo że klasyfikacja ta istniała na francuskim wyścigu od 1933 roku, odpowiednia koszulka pojawiła się dopiero w 1975 roku. W Giro, Vuelcie oraz największym polskim wyścigu Tour de Pologne, najlepszy góral nosi koszulkę innego koloru.

## Rekordziści
Dwóch kolarzy zdobyło sześciokrotnie tytuł "Króla Gór" w Tour de France: Federico Bahamontes (Hiszpania) i Lucien Van Impe (Belgia), ale to Francuz, Richard Virenque jest rekordzistą pod tym względem, mając na koncie siedem zwycięstw w klasyfikacji górskiej. Gino Bartali jest rekordzistą w Giro d’Italia, również z siedmioma zwycięstwami, a José Luis Laguía wygrał górską klasyfikację Vuelta a España pięć razy.
Żaden kolarz nie zdobył tytułu "Króla Gór" we wszystkich trzech wielkich tourach w jednym roku. Tylko dwóm kolarzom udało się to, jednak w różnych latach. Byli to Hiszpanie: Federico Bahamontes oraz Luis Herrera. Dziesięciu zawodnikom udało się wygrać klasyfikacje górskie w dwóch wyścigach w jednym roku.
Klasyfikacje górskie Tour/Giro zdobyli:
- Fausto Coppi (1949)
- Charly Gaul (1956)
- Lucien Van Impe (1983)
- Claudio Chiappucci (1992)

Klasyfikacje górskie Giro/Vuelta zdobyli:
- Manuel Fuente (1972)
- Andres Oliva (1975, 1976)

Klasyfikacje górskie Tour/Vuelta zdobyli:
- Federico Bahamontes (1958)
- Julio Jiménez (1965)
- Luis Herrera (1987)
- Tony Rominger (1993)

## Główne wyścigi wieloetapowe – zwycięzcy klasyfikacji górskich
| Rok  | Tour de France      | Państwo         | Giro d’Italia                   | Państwo                | Vuelta a España     | Państwo    |
| ---- | ------------------- | --------------- | ------------------------------- | ---------------------- | ------------------- | ---------- |
| 1933 | Vicente Truebe      | Hiszpania       | Alfredo Binda                   | Włochy                 | –                   | –          |
| 1934 | René Vietto         | Francja         | Remo Bertoni                    | Włochy                 | –                   | –          |
| 1935 | Felicien Vervaecke  | Belgia          | Gino Bartali                    | Włochy                 | ?                   | ?          |
| 1936 | Julián Berrendero   | Hiszpania       | Gino Bartali                    | Włochy                 | ?                   | ?          |
| 1937 | Felicien Vervaecke  | Belgia          | Gino Bartali                    | Włochy                 | –                   | –          |
| 1938 | Gino Bartali        | Włochy          | Giovanni Valetti                | Włochy                 | –                   | –          |
| 1939 | Sylvere Maes        | Belgia          | Gino Bartali                    | Włochy                 | –                   | –          |
| 1940 | –                   | –               | Gino Bartali                    | Włochy                 | –                   | –          |
| 1941 | –                   | –               | –                               | –                      | Fermin Trueba       | Hiszpania  |
| 1942 | –                   | –               | –                               | –                      | Julián Berrendero   | Hiszpania  |
| 1945 | –                   | –               | –                               | –                      | Julián Berrendero   | Hiszpania  |
| 1946 | –                   | –               | Gino Bartali                    | Włochy                 | Emilio Rodríguez    | Hiszpania  |
| 1947 | Pierre Brambilla    | Włochy          | Gino Bartali                    | Włochy                 | Emilio Rodríguez    | Hiszpania  |
| 1948 | Gino Bartali        | Włochy          | Fausto Coppi                    | Włochy                 | Bernardo Ruiz       | Hiszpania  |
| 1949 | Fausto Coppi        | Włochy          | Fausto Coppi                    | Włochy                 | –                   | –          |
| 1950 | Louison Bobet       | Francja         | Hugo Koblet                     | Szwajcaria             | Emilio Rodríguez    | Hiszpania  |
| 1951 | Raphael Geminiani   | Francja         | Louison Bobet                   | Francja                | –                   | –          |
| 1952 | Fausto Coppi        | Włochy          | Raphael Geminiani               | Francja                | –                   | –          |
| 1953 | Jesus Lerono        | Hiszpania       | Pasquale Fornara                | Włochy                 | –                   | –          |
| 1954 | Federico Bahamontes | Hiszpania       | Fausto Coppi                    | Włochy                 | –                   | –          |
| 1955 | Charly Gaul         | Luksemburg      | Gastone Nencini                 | Włochy                 | Giuseppe Buratti    | Włochy     |
| 1956 | Charly Gaul         | Luksemburg      | Charly Gaul Federico Bahamontes | Luksemburg · Hiszpania | Nico Defilippis     | Włochy     |
| 1957 | Gastone Nencini     | Włochy          | Raphael Geminiani               | Francja                | Federico Bahamontes | Hiszpania  |
| 1958 | Federico Bahamontes | Hiszpania       | Jean Brankart                   | Belgia                 | Federico Bahamontes | Hiszpania  |
| 1959 | Federico Bahamontes | Hiszpania       | Charly Gaul                     | Luksemburg             | Antonio Suárez      | Hiszpania  |
| 1960 | Imerio Massignan    | Włochy          | Rik Van Looy                    | Belgia                 | Karmany             | Hiszpania  |
| 1961 | Imerio Massignan    | Włochy          | Vito Taccone                    | Włochy                 | Karmany             | Hiszpania  |
| 1962 | Federico Bahamontes | Hiszpania       | Angelino Soler                  | Hiszpania              | Karmany             | Hiszpania  |
| 1963 | Federico Bahamontes | Hiszpania       | Vito Taccone                    | Włochy                 | Julio Jiménez       | Hiszpania  |
| 1964 | Federico Bahamontes | Hiszpania       | Franco Bitossi                  | Włochy                 | Julio Jiménez       | Hiszpania  |
| 1965 | Julio Jiménez       | Hiszpania       | Franco Bitossi                  | Włochy                 | Julio Jiménez       | Hiszpania  |
| 1966 | Julio Jiménez       | Hiszpania       | Franco Bitossi                  | Włochy                 | San Miguel          | Hiszpania  |
| 1967 | Julio Jiménez       | Hiszpania       | Aurelio González                | Hiszpania              | Diaz                | Hiszpania  |
| 1968 | Aurelio González    | Hiszpania       | Eddy Merckx                     | Belgia                 | Gabica              | Hiszpania  |
| 1969 | Eddy Merckx         | Belgia          | Claudi Michelotto               | Włochy                 | Luis Ocaña          | Hiszpania  |
| 1970 | Eddy Merckx         | Belgia          | Martin Vandenbossche            | Belgia                 | Tamames             | Hiszpania  |
| 1971 | Lucien Van Impe     | Belgia          | Manuel Fuente                   | Hiszpania              | Joop Zoetemelk      | Holandia   |
| 1972 | Eddy Merckx         | Belgia          | Manuel Fuente                   | Hiszpania              | Manuel Fuente       | Hiszpania  |
| 1973 | Pedro Torres        | Hiszpania       | Manuel Fuente                   | Hiszpania              | Abilleira           | Hiszpania  |
| 1974 | Domingo Perurena    | Hiszpania       | Manuel Fuente                   | Hiszpania              | Abilleira           | Hiszpania  |
| 1975 | Lucien Van Impe     | Belgia          | Francisco Galdos Andres Oliva   | Hiszpania · Hiszpania  | Andres Oliva        | Hiszpania  |
| 1976 | Giancarlo Bellini   | Włochy          | Andres Oliva                    | Hiszpania              | Andres Oliva        | Hiszpania  |
| 1977 | Lucien Van Impe     | Belgia          | Faustino Fernandez Ovies        | Hiszpania              | Pedro Torres        | Hiszpania  |
| 1978 | Mariano Martínez    | Hiszpania       | Ueli Sutter                     | Szwajcaria             | Andres Oliva        | Hiszpania  |
| 1979 | Giovanni Battaglin  | Włochy          | Claudio Bertolotto              | Włochy                 | Yanez               | Hiszpania  |
| 1980 | Raymond Martin      | Francja         | Claudio Bertolotto              | Włochy                 | Fernandez           | Hiszpania  |
| 1981 | Lucien Van Impe     | Belgia          | Claudio Bertolotto              | Włochy                 | José Luis Laguía    | Hiszpania  |
| 1982 | Bernard Vallet      | Francja         | Lucien Van Impe                 | Belgia                 | José Luis Laguía    | Hiszpania  |
| 1983 | Lucien Van Impe     | Belgia          | Lucien Van Impe                 | Belgia                 | José Luis Laguía    | Hiszpania  |
| 1984 | Robert Millar       | Szkocja         | Laurent Fignon                  | Francja                | Yanez               | Hiszpania  |
| 1985 | Luis Herrera        | Kolumbia        | José Luis Navarro               | Hiszpania              | José Luis Laguía    | Hiszpania  |
| 1986 | Bernard Hinault     | Francja         | Pedro Muñoz                     | Hiszpania              | José Luis Laguía    | Hiszpania  |
| 1987 | Luis Herrera        | Kolumbia        | Robert Millar                   | Szkocja                | Luis Herrera        | Kolumbia   |
| 1988 | Steven Rooks        | Holandia        | Andrew Hampsten                 | Stany Zjednoczone      | Pino                | Hiszpania  |
| 1989 | Gert Theunisse      | Holandia        | Luis Herrera                    | Kolumbia               | Vargas              | Kolumbia   |
| 1990 | Thierry Claveyrolat | Francja         | Claudio Chiappucci              | Włochy                 | Farfan              | Kolumbia   |
| 1991 | Claudio Chiappucci  | Włochy          | Iñaki Gastón                    | Hiszpania              | Luis Herrera        | Kolumbia   |
| 1992 | Claudio Chiappucci  | Włochy          | Claudio Chiappucci              | Włochy                 | Hernandez           | Hiszpania  |
| 1993 | Tony Rominger       | Szwajcaria      | Claudio Chiappucci              | Włochy                 | Tony Rominger       | Szwajcaria |
| 1994 | Richard Virenque    | Francja         | Pascal Richard                  | Szwajcaria             | Luc Leblanc         | Francja    |
| 1995 | Richard Virenque    | Francja         | Mariano Piccoli                 | Włochy                 | Laurent Jalabert    | Francja    |
| 1996 | Richard Virenque    | Francja         | Mariano Piccoli                 | Włochy                 | Tony Rominger       | Szwajcaria |
| 1997 | Richard Virenque    | Francja         | José Jaime González             | Kolumbia               | José Maria Jimenez  | Hiszpania  |
| 1998 | Christophe Rinero   | Francja         | Marco Pantani                   | Włochy                 | José Maria Jimenez  | Hiszpania  |
| 1999 | Richard Virenque    | Francja         | José Jaime González             | Kolumbia               | José Maria Jimenez  | Hiszpania  |
| 2000 | Santiago Botero     | Kolumbia        | Francesco Casagrande            | Włochy                 | Carlos Sastre       | Hiszpania  |
| 2001 | Laurent Jalabert    | Francja         | Freddy Gonzalez Martinez        | Kolumbia               | José Maria Jimenez  | Hiszpania  |
| 2002 | Laurent Jalabert    | Francja         | Julio Pérez Cuapio              | Meksyk                 | Aitor Osa           | Hiszpania  |
| 2003 | Richard Virenque    | Francja         | Freddy Gonzalez Martinez        | Kolumbia               | Félix Cárdenas      | Kolumbia   |
| 2004 | Richard Virenque    | Francja         | Fabian Wegmann                  | Niemcy                 | Félix Cárdenas      | Kolumbia   |
| 2005 | Michael Rasmussen   | Dania           | José Rujano Guillén             | Wenezuela              | Joaquim Rodríguez   | Hiszpania  |
| 2006 | Michael Rasmussen   | Dania           | Juan Manuel Gárate              | Hiszpania              | Egoi Martínez       | Hiszpania  |
| 2007 | Mauricio Soler      | Kolumbia        | Leonardo Piepoli                | Włochy                 | Dienis Mieńszow     | Rosja      |
| 2008 | –                   | –               | Emanuele Sella                  | Włochy                 | David Moncoutié     | Francja    |
| 2009 | –                   | –               | Stefano Garzelli                | Włochy                 | David Moncoutié     | Francja    |
| 2010 | Anthony Charteau    | Francja         | Matthew Lloyd                   | Australia              | David Moncoutié     | Francja    |
| 2011 | Samuel Sánchez      | Hiszpania       | Stefano Garzelli                | Włochy                 | David Moncoutié     | Francja    |
| 2012 | Thomas Voeckler     | Francja         | Matteo Rabottini                | Włochy                 | Simon Clarke        | Australia  |
| 2013 | Nairo Quintana      | Kolumbia        | Stefano Pirazzi                 | Włochy                 | Nicolas Edet        | Francja    |
| 2014 | Rafał Majka         | Polska          | Julián Arredondo                | Kolumbia               | Luis León Sánchez   | Hiszpania  |
| 2015 | Chris Froome        | Wielka Brytania | Giovanni Visconti               | Włochy                 | Omar Fraile         | Hiszpania  |
| 2016 | Rafał Majka         | Polska          | Mikel Nieve                     | Hiszpania              | Omar Fraile         | Hiszpania  |
| 2017 | Warren Barguil      | Francja         | Mikel Landa                     | Hiszpania              | Davide Villella     | Włochy     |
| 2018 | Julian Alaphilippe  | Francja         | Chris Froome                    | Wielka Brytania        | Thomas De Gendt     | Belgia     |
| 2019 | Romain Bardet       | Francja         | Giulio Ciccone                  | Włochy                 | Geoffrey Bouchard   | Francja    |
| 2020 | Tadej Pogačar       | Słowenia        | Ruben Guerreiro                 | Portugalia             | Guillaume Martin    | Francja    |
| 2021 | Tadej Pogačar       | Słowenia        | Geoffrey Bouchard               | Francja                | Michael Storer      | Francja    |
| 2022 | Jonas Vingegaard    | Dania           | Koen Bouwman                    | Holandia               | Richard Carapaz     | Ekwador    |
| 2023 | Giulio Ciccone      | Włochy          | Thibaut Pinot                   | Francja                | Remco Evenepoel     | Belgia     |
| 2024 | Richard Carapaz     | Ekwador         | Tadej Pogačar                   | Słowenia               | Jay Vine            | Australia  |
| 2025 |                     |                 | Lorenzo Fortunato               | Włochy                 |                     |            |

## Tour de Pologne
W polskim wyścigu wieloetapowym Tour de Pologne klasyfikacja górska istnieje od 1963 roku. Lider tej klasyfikacji nosi koszulkę koloru różowego. Zasady naliczania punktów i kategoryzowania górskich premii są takie same jak na innych wyścigach wieloetapowych.